# Hong Sun Huot
Hong Sun Huot (tiếng Khmer: ហុង ស៊ុនហួត) là Bộ trưởng Bộ Y tế Campuchia và Chủ tịch Cơ quan Phòng chống AIDS Quốc gia, đồng thời là Bộ trưởng cấp cao. Ông còn là đảng viên đảng FUNCINPEC và được bầu làm đại biểu tỉnh Kandal tại Quốc hội Campuchia năm 2003. Hong là người Campuchia gốc Hoa thế hệ thứ ba, có nguồn gốc tổ tiên từ Triều Châu. Gia đình người Hoa của ông thuộc họ Dương (杨).